# Skåne (1683)
Skåne var ett svenskt örlogsskepp, som byggdes på Kalmar amiralitetsvarv 1683 och var bestyckat med 50 kanoner. Skåne tjänstgjorde även som handelsfartyg tills hon förliste i Skagerack under en resa till England den mörka Tomasmässoaftonen den 28 december 1690, då 300 man dog och en överlevde.
Kommendör på skeppet var Göran Soop, gift med friherrinnan Christina Creutz, dotter till generalamiralen Lorenz Creutz, som omkom när regalskeppet Stora Kronan exploderade 1676 utanför Öland.
Örlogsskeppet Skåne deltog i konvojexeditioner under Pfalziska tronföljdskriget 1688-1697, då Sverige och Danmark slöt ett avtal om att örlogsskepp skulle utrustas till skydd för de båda ländernas handel. Vid några tillfällen manifesterades förbundet genom anordnande av gemensamma konvojer, skyddade av örlogsfartyg från bägge länderna.
1690-talets konvojer uppvisar en provkarta på allt som kunde gå fel. Två fartyg strandade vid Skagen (norra Danmark); Skåne på utresan 1690 från Marstrand och Spes på hemresan 1697.
Det är ej exakt bestämt var Skåne förliste, eftersom en uppgift anger "utanför Marstrand" och en annan "vid Skagen".
Ett av Skånes tidigare uppdrag under ledning av Erik Boij, adlad Gyldenboij 1688.
Under uppehållet i Lissabon då skeppsbåten sänts i land för att hämta vatten, hade den blivit attackerad under förevändning att den tagit vin ombord. Då chefen vid förhöret inför kung Karl XI förklarat sin oskuld, lämnades honom rättvist satisfaktion (gottgörelse). För övrigt hade intet fientligt förekommit i sjön, endast att då och då några kapare visat sig på vederbörligt avstånd från skeppets laddade kanoner.
Skeppet Skåne gjorde 1689–1690 en resa till Setubal i Portugal under kommendör Erik Gyldenboijs befäl. Skeppet låg i december 1689 bredvid skeppet Gotland segelfärdigt i Landskrona. Skåne avseglade den 16 januari 1690. Hon lämnade sedan Setubal tillsammans med 53 andra handelsfartyg, där nästan hälften var holländska och engelska, och med salt i lasten återkom hon till Marstrand den 9 juni 1690.